# Rostgumpad lövletare
Rostgumpad lövletare (Neophilydor erythrocercum) är en fågel i familjen ugnsfåglar inom ordningen tättingar.

## Utseende och läte
Rostgumpad lövletare är en medelstor tätting. Den har brunaktig ovansida och ljusbeige undersida. Övergump och stjärt är distinkt roströda och bakom ögat syns ett tydligt beigefärgat streck. Arten liknar roststjärtad lövletare, men är något större och har rostrött även på övergumpen. Sången består av en kort och svag serie skriande toner som avtar i ljudstyrka. Lätet är hårt och dubblerat. 

## Utbredning och systematik
Rostgumpad lövletare delas in i fem underarter med följande utbredning:
- subfulvum – förekommer från tropiska sydöstra Colombia till östra Ecuador och norra Peru
- erythrocercum – förekommer i Guyana och Brasilien norr om Amazonfloden (öster om Rio Negro)
- ochrogaster – förekommer i centrala och sydöstra Peru och Bolivia
- lyra – förekommer i tropiska östra Peru, norra Bolivia och Brasilien söder om Amazonfloden
- suboles – förekommer i västra Brasilien (norra stranden av Rio Solimões)

## Levnadssätt
Rostgumpad lövletare hittas i högvuxen regnskog Där ses den vanligen i mellersta och övre skikten, men ibland även i undervegetationen. Där födosöker den aktivt efter insekter, ofta genom att undersöka samlingar av döda löv. Den slår också ofta följe med kringvandrande artblandade flockar.

## Status och hot
Arten har ett stort utbredningsområde, men tros minska i antal, dock inte tillräckligt kraftigt för att den ska betraktas som hotad. Internationella naturvårdsunionen IUCN listar arten som livskraftig (LC).